# بيرسي بلاند
بيرسي بلاند هو سياسي أمريكي، ولد في 23 سبتمبر 1970 في كريستال سبرينغز في الولايات المتحدة. نشط حزبياً في الحزب الديمقراطي. وقد انتخب عمدة.